# Diterpenoides icetexanos
Los icetexanos diterpenoides son un grupo de compuestos orgánicos caracterizados por contar con la estructura policílica con tres anillos hidrocarbonados, ciclohexano, cicloheptano y un anillo aromático. Pertenecen a la familia de los terpenoides y distintos compuestos del grupo han sido obtenidos a partir de abietanos, considerado un precursor del icetexano y formado por tres ciclos de seis carbonos.
Según varios estudios científicos, se ha encontrado que el diterpenoide 5-epi-icetexano, también conocido por la siglas ICTX, es uno de los diterpenos, junto al labdano y azorellano, que tienen propiedades para combatir in vitro al Trypanosoma cruzi, protista y agente etiológico de la enfermedad de Chagas, pero su utilización como fármaco no está aprobada debido a sus efectos citotóxicos.
Algunos compuestos orgánicos con esta estructura son:

Barbatusol
Pisiferanol
Grandiona
Brussonol
Komaroviquinona